# Vlag van Campeche

Vlag van Campeche (ratio 4:7)

De niet-officiële vlag van Campeche toont het wapen van Campeche centraal op een witte achtergrond, waarbij de hoogte-breedteverhouding van de vlag net als die van de Mexicaanse vlag 4:7 is.
Net als de meeste andere staten van Mexico heeft Campeche geen officiële vlag, maar wordt de hier rechts afgebeelde vlag op niet-officiële wijze gebruikt. Volgens artikel 5 van de grondwet van Campeche is de Mexicaanse vlag zelfs de enige officiële vlag in de staat en mag Campeche geen eigen vlag gaan voeren.

## Geschiedenis

Vlag van de Republiek Yucatán.

In 1841 scheidde Yucatán zich samen met Campeche en Quintana Roo van Mexico af om de Republiek van Yucatán te vormen. De witte sterren staan voor de vijf departementen van het land: Mérida, Campeche, Valladolid, Izamal en Tekax. De kleuren zijn afkomstig uit de vlag van Mexico.